# Creonpyge
Creonpyge là một chi bướm ngày thuộc họ Bướm nâu.